# Bloombiz.ro

bloombiz.ro este un cotidian online de business din România, deținut de compania Netbridge Development.
Site-ul a avut 444.322 vizitatori unici în luna mai 2009.
Bloombiz a fost deținut pentru o vreme de compania de publishing online Vodanet,
care este deținută de New Century Holdings, care deține și Netbridge Development.